# Чень Шубао
Чень Шубао (кит.: 陳叔寶; піньїнь: Chen Shubǎo; 553—604) — останній імператор Чень з Південних династій.

## Життєпис
Був сином і спадкоємцем Чень Сюя. На момент приходу до влади, володіння Чень Шубао перебували під постійним військовим пресингом з боку держави Суй. У зв'язку з цим Чень Шубао, який був не надто талановитим володарем і полководцем, доводилось захищати свої землі на багатьох фронтах. Імператор взагалі більше переймався літературою й жінками, аніж державними справами.
589 року сили Суй захопили столицю Чень, місто Цзянькан. Імператора було взято в полон. Таким чином держава Чень припинила своє існування. Чень Шубао було доправлено до Чанані, де жив із почестями до самої своєї смерті 604 року.